# هریسونویل (نیوجرسی)
هریسونویل (به انگلیسی: Harrisonville) یک منطقهٔ مسکونی در ایالات متحده آمریکا است که در شهر هاریسون جنوبی واقع شده‌است. هریسونویل ۲۵ متر بالاتر از سطح دریا قرار دارد.